# Gouryella
Gouryella – projekt muzyczny stworzony w latach 90. XX wieku wspólnie przez DJ-ów holenderskich – Ferry'ego Corstena i DJ-a Tiësto. Słowo to w języku Aborygenów oznacza niebo. Rezultatami projektu są m.in. utwór Walhalla uchodzący za klasykę muzyki oraz singiel Gouryella – oba nagrane w 1999 roku. Do utworu "Ligaya" został nagrany teledysk dostępny w internecie.

## Historia
W 1999 roku dwóch DJ-ów – Ferry Corsten i DJ Tiësto – połączyło swe siły, tworząc projekt nazwany Gouryella. Aby pokazać się na ówczesnej transowej scenie wypuścili 20 osobnych wydań czterech utworów w 9 różnych wydawnictwach.
Projekt Gouryella składał się z sześciu utworów: Gouryella, Gorella, Walhalla, In Walhalla, Tenshi i Ligaya. Jednak utwory Gorella oraz In Walhalla można było znaleźć tylko w holenderskim, niemieckim i japońskim wydaniu.
Singel Gouryella zawierał remiksy dwóch artystów, tj. DJ Gigilo i Armin van Buuren. W tym samym roku (1999) wydany został singel Walhalla. Tym razem oprócz Armina utwór remiksowany był przez Hybrid.
Singel Tenshi został wydany w 2000 roku w nieco innym stylu niż poprzednie. Niektórzy fani uważali, oddzielenie (odrzucenie) skrajnie elektronicznych dźwięków od euforycznych synth line'ów za działanie rosnących wpływów Tiesto, aczkolwiek Transa w swoim remiksie utworzył z niego klasyczny, klubowy utwór. Utwór ten został wykorzystany w soundtracku to gry FIFA 2002.
W późniejszym czasie Tiesto zdecydował się skoncentrować na własnej pracy, a stworzenie następnego singla zostawił swojemu partnerowi. Ferry wydał singel Ligaya w 2002 roku. Utwór ten w przeciwieństwie do poprzednich utworów zawierał damski wokal. Jego remiksu dokonali m.in. Green Court, Hiver & Hammer, Paul van Dyk i Airbase.
Gouryella została rozwiązana w 2002 roku, żeby po ponad dekadzie powrócić z singlem Ferry Corstena (Anahera) wydanego 15 czerwca 2015 roku.

## Dyskografia
Single
- Gouryella (1998)[1]
- Gorella (1998)[2]
- Walhalla (1999)[3]
- Tenshi (2000)[4]
- Ligaya (2002)[5]
- Anahera (2015)[6]
- Neba (2016)[7]
- Venera (2017)[8]
- Surga (2019)[9]
- Orenda (2021)[10]